# The Absence (album de Melody Gardot)
Pour les articles homonymes, voir The Absence.
Albums de Melody Gardot
My One and Only Thrill
(2009) Currency of Man
(2015)
Singles
1. Mira
Sortie : 5 avril 2012 [2]
2. Amalia
Sortie : 6 avril 2012 [3]

The Absence est le troisième album studio de la chanteuse et auteur-compositrice de jazz américaine Melody Gardot, sorti le 29 mai 2012 par Verve Records et produit par Heitor Pereira.
En avril 2012, Melody a eu un aperçu de la pochette et de l'alignement de The Absence, tout en découvrant le clip de la chanson Mira ainsi que des extraits de chaque thème de l'album, le premier fut Amalia. La chanteuse a décrit The Absence comme un album fortement influencé par ses expériences vécues, entre autres, dans les déserts du Maroc, dans les bars à tango de Buenos Aires, sur les plages brésiliennes et dans les rues de Lisbonne .
Melody Gardot a vécu six mois à Lisbonne en 2011, elle perçoit cette ville comme « un endroit où l'écriture est sans limite » et qu'elle décrit comme « un lieu de paix, une ville où l'on oublie le travail et le maquillage » . Les influences de Lisbonne sont clairement visibles dans les chansons Lisboa et Amalia, qui n'a rien à voir avec la reine du fado Amália Rodrigues, mais avec un oiseau à l'aile cassée qui, un jour, à Lisbonne, s'est posé au pied de Melody .

## Liste des pistes
Toutes les chansons ont été écrites et composées par Melody Gardot, sauf indication contraire. 
| 1.    | Mira                                                 | 4:16  |
| 2.    | Amalia (Phil Roy, Gardot, Heitor Pereira)            | 3:03  |
| 3.    | So Long                                              | 3:50  |
| 4.    | So We Meet Again My Heartache                        | 4:32  |
| 5.    | Lisboa                                               | 5:27  |
| 6.    | Impossible Love                                      | 3:49  |
| 7.    | If I Tell You I Love You                             | 3:33  |
| 8.    | Goodbye (Jesse Harris, Gardot)                       | 3:38  |
| 9.    | Se Você Me Ama (Gardot, Pereira)                     | 4:56  |
| 10.   | My Heart Won't Have It Any Other Way                 | 2:34  |
| 11.   | Iemanja (contient la piste cachée Chegue Journeyman) | 18:13 |
| 57:51 |                                                      |       |

| Pistes bonus - iTunes | Pistes bonus - iTunes                         | Pistes bonus - iTunes | Pistes bonus - iTunes | Pistes bonus - iTunes | Pistes bonus - iTunes | Pistes bonus - iTunes | Pistes bonus - iTunes | Pistes bonus - iTunes | Pistes bonus - iTunes |
| No                    | Titre                                         | Durée                 |                       |                       |                       |                       |                       |                       |                       |
| --------------------- | --------------------------------------------- | --------------------- | --------------------- | --------------------- | --------------------- | --------------------- | --------------------- | --------------------- | --------------------- |
| 11.                   | Iemanja                                       | 4:03                  |                       |                       |                       |                       |                       |                       |                       |
| 12.                   | La Vie en rose                                | 5:17                  |                       |                       |                       |                       |                       |                       |                       |
| 13.                   | Mira (Hamilton & Yamandu Acoustic Version)    | 5:09                  |                       |                       |                       |                       |                       |                       |                       |
| 14.                   | Iemanja (Hamilton & Yamundu Acoustic Version) | 2:23                  |                       |                       |                       |                       |                       |                       |                       |
| 15.                   | The Absence – Track by Track Commentary       | 24:57                 |                       |                       |                       |                       |                       |                       |                       |
| 81:24                 |                                               |                       |                       |                       |                       |                       |                       |                       |                       |

| Pistes bonus japonaises - iTunes | Pistes bonus japonaises - iTunes | Pistes bonus japonaises - iTunes | Pistes bonus japonaises - iTunes | Pistes bonus japonaises - iTunes | Pistes bonus japonaises - iTunes | Pistes bonus japonaises - iTunes | Pistes bonus japonaises - iTunes | Pistes bonus japonaises - iTunes | Pistes bonus japonaises - iTunes |
| No                               | Titre                            | Durée                            |                                  |                                  |                                  |                                  |                                  |                                  |                                  |
| -------------------------------- | -------------------------------- | -------------------------------- | -------------------------------- | -------------------------------- | -------------------------------- | -------------------------------- | -------------------------------- | -------------------------------- | -------------------------------- |
| 11.                              | Iemanja                          | 4:03                             |                                  |                                  |                                  |                                  |                                  |                                  |                                  |
| 12.                              | The Willow                       | 7:00                             |                                  |                                  |                                  |                                  |                                  |                                  |                                  |
| 50:20                            |                                  |                                  |                                  |                                  |                                  |                                  |                                  |                                  |                                  |

| 1. | Mira (Hamilton & Yamandu Acoustic Version)    | 5:09  |
| 2. | Iemanja (Hamilton & Yamundu Acoustic Version) | 2:23  |
| 3. | La vie en rose                                | 5:17  |
| 4. | La vie en rose (Making Of)                    | 4:00  |
| 5. | The Absence by Melody Gardot (EPK Film)       | 21:00 |